# ベンガジ
ベンガジ（Benghazi）は、リビア北東部に位置する主要な港湾都市。2024年の人口は約65.1万人。アラビア語ではバンガーズィ（[bənˈʁɑːzi]）と呼ばれる。

## 歴史

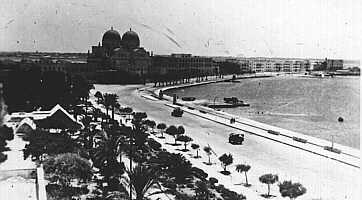
イタリア時代のベンガジ

古代ギリシア時代には植民地キレナイカの中心都市であり、ヘスペリデス（後に近隣の4都市と統合してペンタポリス）と呼ばれ、サハラ砂漠を縦断するアラブ隊商の拠点となるとともに隊商路の起点として繁栄。それを象徴するように、ベレニケ跡地にプトレマイオス朝、ローマ属州期の石墓が多数残っている。しかしその後は隊商路の起点が西方のトリポリに移ってしまい、長い間キレナイカ地方の小都市にとどまった。
だが20世紀初頭にイタリアに占領され、港湾が整備されたことから、1930年代には商業上、軍事上の要地として重要な位置を占めるようになった。またこの時期に多数のイタリア人が移住した。第二次世界大戦が勃発すると1940年12月にイギリス軍に占領されたが、ロンメル以下ドイツアフリカ軍団により1941年1月、再び枢軸国側に落ちた。この後も再三支配者が入れ替わり「振り子戦争」と呼ばれることになるが、最終的にイギリス軍により占領されることになった。戦後はキレナイカ首長国の首都となり、リビア連合王国が成立した後は、トリポリとともに首都となった（複都制。国王と政府機関は季節によって両首都を使い分けていた）。

### 近現代

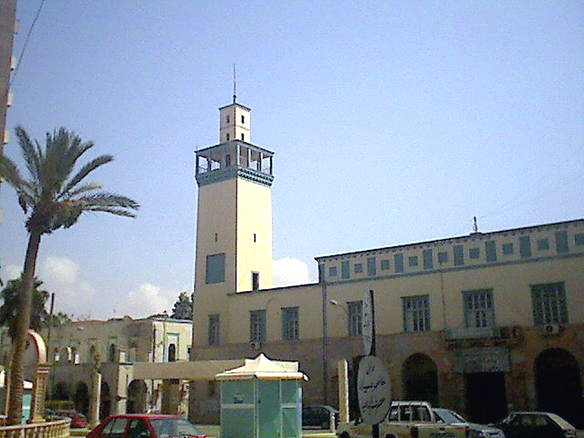
旧リビア大学

1955年リビア大学が創設され近代的なビル街も整備されたがイスラム色が色濃く残っている地域でもある。60年代からの内陸での油田の開発によりオイルマネーが流入、急速に発展した。それとともに製塩、食品加工、セメント、なめし皮、水産業、観光など諸工業が勃興した。現在では長年の水不足を解消するべく世界最大級の海水淡水化プラントが稼動している。
1969年のムアンマル・アル＝カッザーフィー（カダフィ大佐）による革命による王制廃止にともない、首都としての地位を失った。ベンガジはカッザーフィーへの支持が低く、2011年の内戦の際には、この地が反カッザーフィー体制打倒の拠点になり、後に反体制派組織「リビア国民評議会」の本部が置かれた。しかし翌2012年3月6日にはベンガジでリビア東部の有力部族や民兵組織の指導者らが会議を行い、自治を行うことを決定。「キレナイカ暫定評議会」の発足を宣言し、これに対し国民評議会が国家を分断する行為として非難するなど東西間の対立激化が懸念されている。
2011年のカダフィ政権崩壊後より続く混乱の中で、2014年7月、ベンガジの政府軍特殊部隊の本部をイスラム系武装勢力のアンサール・アッ＝シャーリアが襲撃。数日間の戦闘の後にアンサール・アッ＝シャーリア側が勝利し、施設を占拠した。
2014年、政府に反旗を翻したハリファ・ハフタルが組織するリビア国民軍が本拠地とする。リビア国民軍は、諸外国の支援を受けながらイスラム原理主義の民兵組織と対抗して勢力を拡大、2019年にはトリポリ進軍を宣言した。

## 地理
地中海に臨み、対岸のギリシャからは400kmしか離れていない。三方を山と砂漠に囲まれる。山地には森林があり、麓には肥沃な農耕地もある。オリーブ、果物、野菜が採れる。

### 気候
半乾燥気候で、南部は砂漠気候である。最高気温は6月から10月が27度Cから29度C,12月・1月は19度Cを下回る。降水量は4月から9月はほぼゼロ、12月・1月が60mmを超える。年間合計で300mmを下回る。
| ベンガジの気候                                   | ベンガジの気候 | ベンガジの気候 | ベンガジの気候 | ベンガジの気候 | ベンガジの気候 | ベンガジの気候 | ベンガジの気候 | ベンガジの気候 | ベンガジの気候 | ベンガジの気候 | ベンガジの気候 | ベンガジの気候 | ベンガジの気候 |
| 月                                               | 1月            | 2月            | 3月            | 4月            | 5月            | 6月            | 7月            | 8月            | 9月            | 10月           | 11月           | 12月           | 年             |
| ------------------------------------------------ | -------------- | -------------- | -------------- | -------------- | -------------- | -------------- | -------------- | -------------- | -------------- | -------------- | -------------- | -------------- | -------------- |
| 最高気温記録 °C （°F）                           | 24 (75)        | 28 (82)        | 38 (100)       | 41 (106)       | 42 (108)       | 43 (109)       | 41 (106)       | 41 (106)       | 41 (106)       | 38 (100)       | 35 (95)        | 26 (79)        | 43 (109)       |
| 平均最高気温 °C （°F）                           | 16.7 (62.1)    | 18.0 (64.4)    | 20.3 (68.5)    | 24.7 (76.5)    | 28.9 (84)      | 31.8 (89.2)    | 31.7 (89.1)    | 32.3 (90.1)    | 30.8 (87.4)    | 27.8 (82)      | 23.2 (73.8)    | 18.4 (65.1)    | 25.38 (77.68)  |
| 平均最低気温 °C （°F）                           | 8.3 (46.9)     | 8.4 (47.1)     | 9.5 (49.1)     | 12.8 (55)      | 16.0 (60.8)    | 19.2 (66.6)    | 20.2 (68.4)    | 20.8 (69.4)    | 19.4 (66.9)    | 16.5 (61.7)    | 13.3 (55.9)    | 9.9 (49.8)     | 14.53 (58.13)  |
| 最低気温記録 °C （°F）                           | 3 (37)         | 3 (37)         | 3 (37)         | 5 (41)         | 9 (48)         | 13 (55)        | 14 (57)        | 16 (61)        | 11 (52)        | 11 (52)        | 7 (45)         | 4 (39)         | 3 (37)         |
| 雨量 mm （inch）                                 | 66 (2.6)       | 41 (1.61)      | 18 (0.71)      | 5 (0.2)        | 3 (0.12)       | 3 (0.12)       | 0 (0)          | 3 (0.12)       | 3 (0.12)       | 18 (0.71)      | 46 (1.81)      | 64 (2.52)      | 270 (10.64)    |
| 平均降雨日数                                     | 12             | 10             | 3              | 1              | 0              | 0              | 0              | 0              | 0              | 3              | 6              | 10             | 45             |
| % 湿度                                           | 76             | 73             | 67             | 58             | 55             | 55             | 65             | 67             | 65             | 64             | 70             | 74             | 65.8           |
| 平均月間日照時間                                 | 179.8          | 192.0          | 232.5          | 252.0          | 319.3          | 327.0          | 381.3          | 365.8          | 288.0          | 251.1          | 213.0          | 167.4          | 3,169.2        |
| 日照率                                           | 62             | 64             | 65             | 68             | 79             | 78             | 90             | 90             | 78             | 75             | 70             | 54             | 74             |
| 出典1：Weltwetter Spiegel Online                 |                |                |                |                |                |                |                |                |                |                |                |                |                |
| 出典2：BBC Weather / Climatemps.com (% sunshine) |                |                |                |                |                |                |                |                |                |                |                |                |                |

## 交通

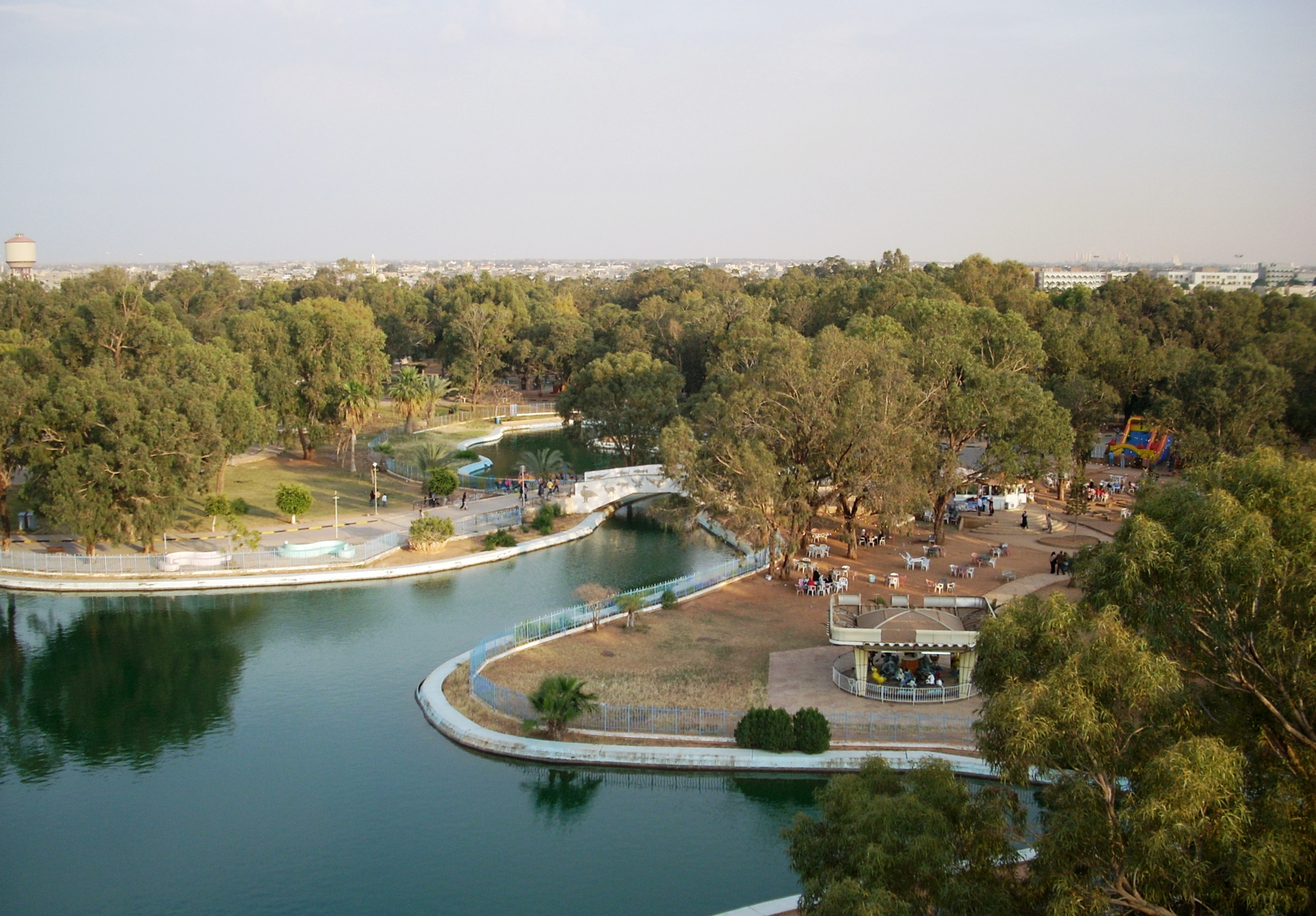
ベンガジ動物園

近郊にベニナ空港（共用空港）がある。